# Болдвін (Пенсільванія)
Болдвін (англ. Baldwin) — місто (англ. borough) в США, в окрузі Аллегені штату Пенсільванія. Населення — 21 510 осіб (2020).

## Географія
Болдвін розташований за координатами 40°22′47″ пн. ш. 79°56′44″ зх. д. / 40.37972° пн. ш. 79.94556° зх. д. (40.379607, -79.945641).  За даними Бюро перепису населення США в 2010 році місто мало площу 15,25 км², з яких 14,98 км² — суходіл та 0,28 км² — водойми.

## Демографія
Згідно з переписом 2010 року, у селищі мешкало 19 767 осіб у 8669 домогосподарствах у складі 5536 родин. Густота населення становила 1296 осіб/км².  Було 9335 помешкань (612/км²).
Расовий склад населення:
| - 91,6 % — білих - 5,3 % — чорних або афроамериканців - 1,2 % — азіатів - 0,1 % — корінних американців |

До двох чи більше рас належало 1,4 %. Частка іспаномовних становила 1,1 % від усіх жителів.
За віковим діапазоном населення розподілялося таким чином: 19,2 % — особи молодші 18 років, 60,7 % — особи у віці 18—64 років, 20,1 % — особи у віці 65 років та старші. Медіана віку мешканця становила 44,7 року. На 100 осіб жіночої статі у селищі припадало 90,8 чоловіків;  на 100 жінок у віці від 18 років та старших — 87,3 чоловіків також старших 18 років.
Середній дохід на одне домашнє господарство  становив 65 069 доларів США (медіана — 53 660), а середній дохід на одну сім'ю — 75 841 долар (медіана — 67 050). Медіана доходів становила 50 285 доларів для чоловіків та 41 143 долари для жінок. За межею бідності перебувало 8,1 % осіб, у тому числі 12,5 % дітей у віці до 18 років та 6,1 % осіб у віці 65 років та старших.
Цивільне працевлаштоване населення становило 9788 осіб. Основні галузі зайнятості: освіта, охорона здоров'я та соціальна допомога — 29,0 %, роздрібна торгівля — 10,4 %, науковці, спеціалісти, менеджери — 9,9 %, фінанси, страхування та нерухомість — 9,8 %.